# Engelard de Cigogné

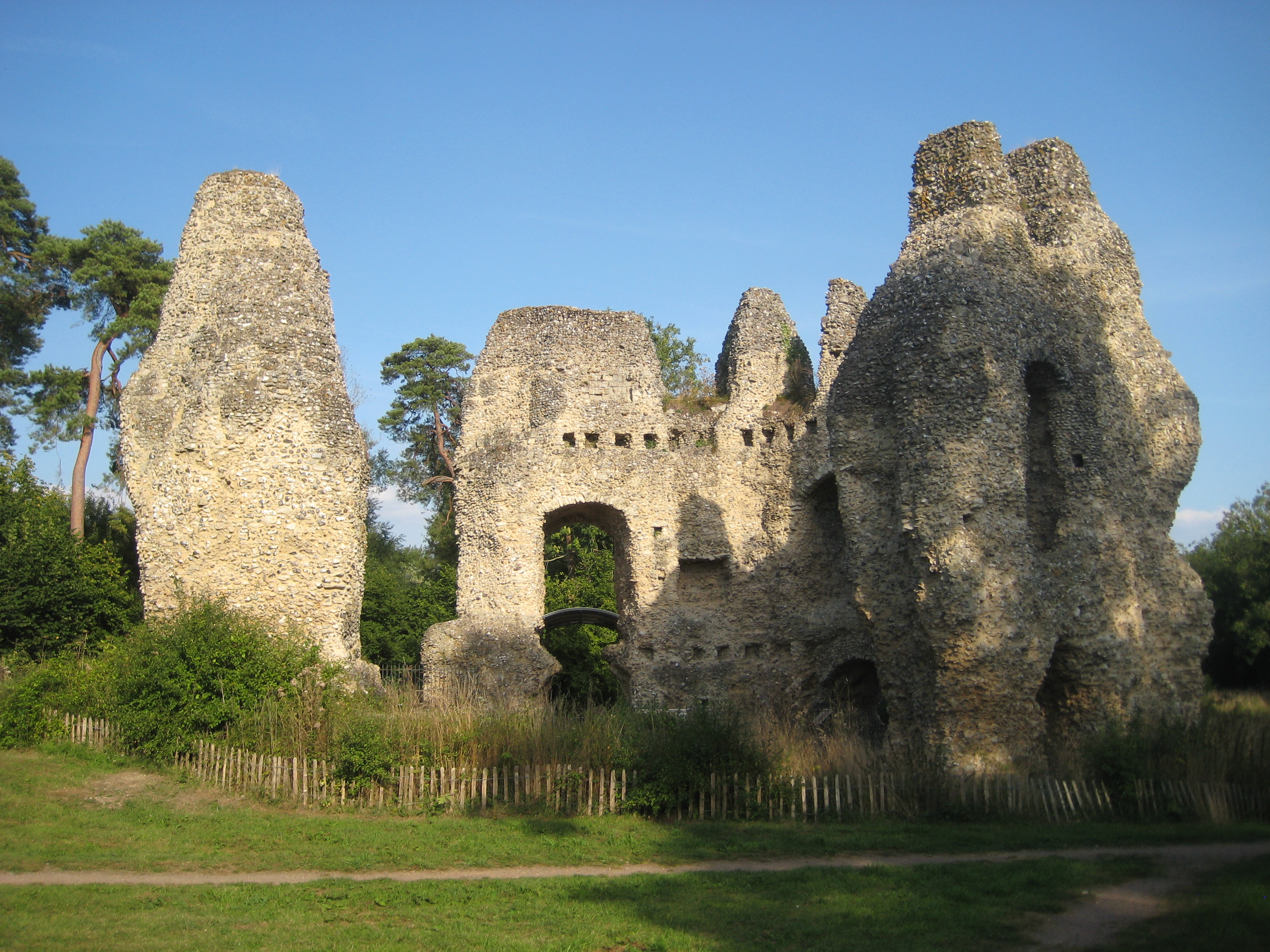
Die Ruine von Odiham Castle, dessen Constable zeitweise Engelard de Cigogné war

Engelard de Cigogné († nach dem 10. März 1244) war ein Beamter der englischen Könige Johann Ohneland und Heinrich III. Er galt als einer der schlechten Ratgeber des Königs, die in der Magna Carta von 1215 namentlich genannt wurden.

## Aufstieg als Beamter unter König Johann
Engelard de Cigogné war ein Verwandter, vermutlich ein Neffe von Gerard d’Athée, und stammte aus dem Dorf Cigogné bei Tours. Nachdem d’Athée 1205 aus französischer Gefangenschaft freigekauft wurde, ging Engelard im März 1207 mit seinem Bruder Matthew und weiteren Freunden und Verwandten aus der Grafschaft Tours nach England. Da d’Athée jedoch trotz der Lösegeldzahlung noch nicht freigelassen worden war, übergab König Johann Ohneland ihm und den Brüdern Guy, Andrew und Peter de Chanceaux das Gut Hurstbourne in Hampshire zur Versorgung. Sie wurden dabei von Peter des Roches protegiert, der ebenfalls aus der Touraine stammte und 1206 Bischof von Winchester geworden war. Nachdem Gerard d’Athée 1208 schließlich in England angekommen war und vom König sofort mehrere Ämter übertragen bekommen hatte, setzte er Engelard in mehreren Ämtern als seinen Vertreter ein.
1210 wurde Engelard, vermutlich nach dem Tod oder zumindest nach einer schweren Erkrankung von d’Athée, als sein Nachfolger Sheriff von Gloucestershire und wenig später Sheriff von Herefordshire. In diesem wichtigen Amt der Welsh Marches unterstützte er 1212 Falkes de Bréauté bei den Kämpfen gegen den walisischen Fürsten Llywelyn ab Iorwerth.

## Rolle im Krieg der Barone
Der Chronist Roger von Wendover zählte Engelard zu den schlechten Ratgebern des Königs. Die Bevorzugung der landlosen Fremden, denen der König im Gegensatz zu seinen Baronen jedoch vertraute, muss die englischen Barone so verbittert haben, dass Engelard und andere 1215 im Artikel 50 der Magna Carta namentlich erwähnt werden. Danach sollten sie ihre Ämter verlieren und in England kein weiteres Amt mehr erlangen dürfen. Nach Abschluss der Magna Carta wurde Engelard deshalb am 19. Juli 1215 als Sheriff von Gloucestershire durch Hubert de Burgh abgelöst. Während des bewaffneten Aufstands der Barone griff der König dann doch wieder auf seinen bewährten Beamten zurück. Im April 1216 ernannte der König ihn zum Constable von Odiham Castle und von Windsor Castle. Der französische Prinz Ludwig konnte das nur schwach besetzte Odiham Castle nach achttägiger Eroberung erobern, doch Engelard verteidigte Windsor Castle mit einer starken Besatzung erfolgreich gegen die Angriffe des Grafen von Nevers. Nach dem Tod von König Johann erkannte William Marshal, der Regent für den unmündigen Heinrich III., am 12. November 1216 eine überarbeitete Fassung der Magna Carta an. In dieser Fassung war unter anderem die Forderung nach der Entlassung von Engelard und seinen Verwandten gestrichen worden, so dass Engelard weiter Constable von Windsor Castle bleiben konnte.

## Beamter unter Heinrich III.
Die Abwesenheit des bislang mächtigen Peter des Roches, der ab April 1221 am Kreuzzug von Damiette teilnahm, nutzten der Justitiar Hubert de Burgh und der päpstliche Legat Pandulf, um gegen Engelard sowie gegen Peter de Maulay vorzugehen. Sie ließen die Verwaltung der Burgen zur Zeit König Johanns zu überprüfen und beschuldigten Engelard der Unterschlagung sowie der Korruption, so dass er Ende 1223 seine Ämter als Constable von Windsor und Odiham verlor. Wegen dieser Intrige unterstützte Engelard zunächst Falkes de Bréauté, beteiligte sich jedoch 1224 nicht an dessen Revolte und verlor so nicht die Gunst des jungen Königs. 1225 nahm er an dem Feldzug von Richard von Cornwall in die Gascogne teil.
Nach dem Sturz von de Burgh wurde Engelard 1233 zum Sheriff von Oxfordshire ernannt. Im folgenden Jahr wurde er erneut Constable von Windsor und Odiham Castle, Aufseher der Wälder von Windsor sowie Sheriff von Berkshire anstelle von Oxfordshire. In seinen Ämtern ließ er sich jedoch zumeist vertreten und hielt sich oft am Hof des Königs auf. 1236 gab er sein Amt als Sheriff von Berkshire ab, schließlich gab er auch seine Ämter als Constable von Odiham Castle und als Aufseher der Wälder auf. Dennoch verlor er nicht die Gunst des Königs, der ihm Grundbesitz sowie mehrmals Geschenke übergab.

## Familie und Nachkommen
Er war mit Agatha verheiratet, mit der er mindestens einen Sohn, Oliver, hatte. Obwohl Engelard sowohl unter Johann Ohneland als auch unter Heinrich III. wichtige Ämter bekleidete, gelang es Engelard nicht, seine Stellung zu vererben. Er überlebte seine Frau und seinen Sohn, der letztmals 1225 erwähnt wird. Ein vermutlich unehelicher Sohn diente 1260 dem König als Ritter.

## Moderne Bewertung
Engelard und die anderen Männer aus der Touraine waren nicht die schlechten und korrupten Männer aus der Umgebung des Königs, als die sie von den Baronen und den mittelalterlichen Chronisten dargestellt wurden. König Johann verbrachte nach dem Verlust der Normandie 1204 wesentlich mehr Zeit mit der Verwaltung von England, als es sein Bruder oder Vater getan hatten. Dadurch geriet er in Konflikt mit den nach Autonomie strebenden englischen Baronen, denen der König misstraute. Engelard und die anderen Männer aus der Touraine hatten dagegen einen besseren Zugang zum König, da er ihnen als landlosen Fremden vertraute.